# لیلا بدیربیلی
لیلا آغالار قیزی بدیربیلی (جوانشیروا) (به ترکی آذربایجانی: Leyla Ağalar qızı Bədirbəyli (Cavanşirova)) (۸ ژانویه ۱۹۲۰، باکو - ۲۳ نوامبر ۱۹۹۹، باکو) بازیگر آذربایجانی بود.
اولین بار با بازی نقش زهره در تئاتر محبت نوشته ابراهیمف فعالیت حرفه‌ای خود را آغاز کرد. وی در فیلم آرشین مال آلان نقش گلچهره را ایفا کرده‌است.

## جوایز
- هنرمند خلق آذربایجان (۱۹۵۹)
- جایزه ممتاز دولتی اتحاد جماهیر شوروی سوسیالیستی (۱۹۴۶)
- جایزه ممتاز دولتی جمهوری سوسیالیستی شورایی آذربایجان (۱۹۷۲)

## نقش‌ها

### تئاتر
- دزدمونا (اوتللو، شکسپیر)
- نرمینه (چشم‌پزشک، ی. سفرلی)
- سولماز (عروس آتش، ج. جبارلی)
- لیزا (جسد زنده، لئو تولستوی)
- فخرنده (ماهنی در کوه‌ها ماند، ی. افندیف)

### سینما
- ننه (عاصف، واصف، آغاصف[۱])
- طوبی خانم[۲] (صبوحی)
- زن دهاتی (اسب‌ها را افسار بزنید[۳])
- معلم (آیسان[۴])
- گلچهره (آرشین مال آلان)
- Tutu Bikə (فتحعلی خان)
- نگار (کوراوغلی)
- زرنگار (کور دیوانه[۵])
- تافته (سویل)
- بلقیس (دیدوبازدید)
- خالده (دل بزرگ او)